# Atetose
Atetose ou simplesmente movimentos involuntários anormais é um sintoma neuromotor caracterizado pelo movimento lento, involuntário, contorcido e com tremor dos dedos, mãos, pés e, em alguns casos, braços, pernas, pescoço e língua. As lesões no cérebro são mais frequentemente associadas com esse sintoma, são as do corpo estriado, parte importante dos núcleos da base. Este sintoma pode ocorrer isoladamente, mas geralmente é acompanhado por sintomas de paralisia cerebral, um dos causadores dessa doença. 

## Causas
A lesão ao putâmen e globo pálido (corpos lentiforme) no adulto pode ser causado por um acidente vascular cerebral, traumatismo craniano, encefalite ou por processos degenerativos como Coreia de Huntington e Mal de Alzheimer. Já em recém-nascidos pode estar associada a icterícia neonatal.

## Tratamento
Medicamentos que bloqueiam a ação da dopamina, conhecidos como neurolépticos, podem ajudar a diminuir os sintomas. Por exemplos o haloperidol e a risperidona. Medicamentos que diminuem a produção de dopamina, como reserpina e tetrabenazina, também tem resultados similares.  Outras opções incluem benzodiazepinas, que são ansiolíticos, como o diazepam. 
Terapia ocupacional pode servir para melhorar a independência e bem estar ao treinar alternativas para a execução de atividades cotidianas prejudicadas pela atetose.